# 장덕수 (1937년)
장덕수(1937년 - 2008년 1월 2일)는 대한민국의 학생운동가이자 4·19 혁명 유공자이다. 그는 4·19 혁명 직전 혁명의 도화선이 된 선언문을 최초로 낭독한 인물이다. 호는 해암으로 독립운동가 겸 정치인인 장덕수와 구분을 위해 해암 장덕수로 부른다.

## 생애
1960년 3월의 3·15 부정 선거에 항의하는 전국적인 집회가 발생했다. 그러나 집회에 참가한 학생 김주열이 실종되었고, 그는 실종 한달 뒤인 4월 11일에 얼굴이 일그러진 시신으로 마산 앞바다에 떠오른다. 4월 11일 마산 앞바다에 김주열 군의 시체가 떠오르자, 4월 12일 장덕수는 정부 당시 시국선언문을 낭독했다. 당시 장덕수는 4·19 의거 때 해인대학(현 경남대학교) 정경학과 학회장이었다.
그 뒤 1961년 5·16 군사 정변 때 전국에 지명수배돼, 같은 해 5월 투옥되었으나 동년 7월에 석방됐다. 이후 그는 1977년까지 요시찰 대상으로 힘든 시기를 보냈다.
그 뒤 사회활동에도 투신하여 1989년 경남대학교 총동창회 회장, 1992년 3·15 마산민주의거협의회 회장, 1993년 3·15 의거기념사업회 수석부회장 등을 역임했다. 2008년 1월 2일에 사망하니, 사망당시 나이는 향년 71세였고, 김해 장유 e-좋은중앙병원에서 장례식을 거행하였다.

## 평가
"지역사회에서 오늘의 민주사회를 이룬 근간이 됐던 분이셨다"는 시각이 있다.

## 가족 관계
- 부인 : 이영자(1942년 - , 이영자 역시 3·15의거 당시 마산 성지여고 학생대표로 활동했다.)
- 딸 : 장신영(1968년 - )

## 같이 보기
- 3·15 부정 선거
- 4·19 혁명
- 5·16 군사 정변
- 자유당
- 김주열
- 이기붕
- 이정재
- 임화수
- 최인규
- 장덕수
- 장면
- 이승만
- 박정희